# Hein van der Heijden
Hein van der Heijden (Heerlen, 11 juli 1958) is een Nederlands acteur.
Hein van der Heijden studeerde in 1983 af aan de acteursopleiding van Toneelschool Arnhem. Hij speelde bij verschillende gezelschappen, zoals Toneelgroep Theater, het Publiekstheater en het Ro Theater. Lange tijd was hij verbonden aan Toneelgroep Amsterdam, waar hij ook enkele eigen producties maakte. Sinds najaar 2016 is hij verbonden aan Het Nationale Theater waar hij onder andere in de succesvolle marathonreeks The Nation, Leedvermaak en De Eeuw van Mijn Moeder van Eric de Vroedt succes oogst.  
Als docent is Van der Heijden regelmatig werkzaam bij verscheidene theateropleidingen.
Van der Heijden speelde in een groot aantal films en tv-series (zie lijst hieronder) en hij werkte mee aan verschillende hoorspelen. Ook was Van der Heijden te zien in een aantal theaterproducties van vrije producenten en ook in musicals. Hij vertolkte de rol van Frank Sinatra in Sinatra That’s Life, Scar in Lion King en Burgemeester Ruijters in Het was Zondag in het Zuiden. 

## Prijzen en nominaties
Bij zijn afstuderen ontving Van der Heijden de Vrienden van Theater prijs. 
In 2012 ontving hij de Louis d'Or, de prijs voor de beste mannelijke hoofdrol, voor zijn rol als Vincent van Gogh in het stuk Vincent en Theo en ook voor Astrov in Tsjechovs Oom Wanja. 
In 2013 werd hij wederom genomineerd voor de Louis d'Or, dit keer voor mightysociety10 van Eric de Vroedt. 
In 2007 won hij de Arlecchino voor Raymond in mightysociety4. Voor deze prijs werd hij in 2016 opnieuw genomineerd, nu voor zijn rol in Een soort Hades van Theater Utrecht. 
Voor zijn rollen in Sinatra That's Life (2003) en The Lion King (2004) werd hij genomineerd voor de John Kraaijkamp Musical Award voor beste mannelijke hoofdrol.

## Filmografie
- Hector (1987), als Swa Ghijssels
- Wij houden zo van Julio (1990), als Julio
- De Brug (1990), als Gijs Bardoel
- Werther Nieland (tv-film, 1991)
- Suite 215 (1992)
- Richting Engeland (1993), als Jaap
- Sneeuwval (korte film, 1993), als Jan
- Lolamoviola: All Quiet (1994)
- Oude tongen (1994), als Theo Klein
- Coverstory (1993-1995), als Rudi Marks
- Goede daden bij daglicht: Site by Site (1996), als Pol
- Naar de klote! (1996)
- Consult (1996)
- Baantjer (1998), aflevering "De Cock en de moord op de priester", als pater Frank
- Quidam, Quidam (1999), als dr. Klinkelaar
- Dalheim (2000)
- Somberman's aktie (2000), als Von Meijenveld
- Wilhelmina (2001), als Doenselaer
- Toen was geluk heel gewoon (2002), als Gerard Reve
- Meisje jongen ijsje (2002)
- Russen (2002), als Rudy
- Bergen Binnen (2003), als Bert
- De Band (2004), als juwelier
- Drijfzand (televisiefilm, 2004), als officier van justitie
- Koppels (2006), als meneer Van Bijnem
- Spangen (2006), als Ernst Meeuwis
- Intensive Care (2006), als Laurens van Nieuwenhuijzen
- Spoorloos verdwenen (2006), als Chris Koops
- Grijpstra en de Gier (2006), als Bart Schutter
- Flikken Maastricht (2007), als Arnold Schouten
- Terug naar de kust (2009), als Gerard de Korte
- Vuurzee (televisieserie, 2009), als advocaat Bol
- Sorry Minister (televisieserie, 2009), als Bongerts
- Sint (speelfilm, 2010), als bewaker
- Penoza (serie, 2010), als Taco
- Den Uyl en de affaire Lockheed (miniserie, 2010), als Dries van Agt
- Van God Los (2011), als bemiddelaar Jos
- Rundskop (speelfilm, 2011), als Renaat Maes
- Vast (korte film, 2011), als vader
- Bellicher Cel (speelfilm, 2012), als minister-president
- Feuten (televisieserie, 2012), als rechercheur
- Dokter Deen (2012), als arts Kees
- Lief Konijn (korte film, 2012), als huisarts
- Bellicher Cel (televisieserie, 2013), aflevering 6, als minister-president
- De Prooi (miniserie, 2013), als Van der Loo
- De Spin (hoorspelserie, 2013), als Wytze Hofstra (hoofdrol)
- Toen was geluk heel gewoon (speelfilm, 2014), als psychiater
- Rechercheur Ria (televisieserie, 2014), als Adriaan
- Voor Emilia (televisiefilm, 2014), als Hugo
- Helium (televisiefilm, 2014), als arts
- De reünie (speelfilm, 2014), als Luuk
- Noord Zuid (televisieserie, 2014), als meneer Peters
- Moordvrouw (televisieserie, 2015), als David Alkemade
- Danni Lowinski (televisieserie, 2015), als Robbert Lucardi
- Zwarte Tulp (televisieserie, 2015), als dr. Verhoeff
- Het verhaal achter Baron 1898 (korte film, 2015), als Baron Gustave Hooghmoed
- Vandaag is van ons (korte film, 2015), als slachter
- Heer en Meester (televisieserie, 2015), als Jan Erik Rappard
- Welkom in de IJzeren Eeuw (televisieserie, 2015), als Vincent van Gogh en als Edison
- Buitendienst (hoorspel, 2015)
- Laila M (speelfilm, 2016), als conrector
- Het Klokhuis (jeugd-televisie, 2016), verschillende scènes
- Welkom in de jaren 60 (televisieserie, 2016) verschillende rollen, onder andere als Amerikaanse generaal
- Rokjesdag (speelfilm, 2016), als Vennoot van der Meulen
- La Famiglia (televisieserie, 2016), als Salvatore Esposito
- Bruno (48-hoursfilmproject, 2016), hoofdpersoon[bron?]
- De premier (speelfilm, 2016), als Europarlementariër
- Klem (televisieserie, 2017), als Meijer
- Meisje van plezier (televisieserie, 2017), als Robert
- Zuidas (televisieserie, 2018), als Adam Courrech Staal
- Tom Adelaar (single play 2018), als hoogleraar
- Lois (televisieserie 2018), als Coen de Markas
- Anne+ (webserie 2018), als vader van Anne: Jos
- Welkom in de 80-jarige Oorlog (televisieserie 2018), verschillende rollen
- De Inspirator (speelfilm, 2018), als Sybren Verkerk
- Nieuwe buren (televisieserie 2019), als Henri
- Tap (korte film 2019), als Fred van der Trap
- Welkom in de jaren 20/30 (televisieserie 2019), o.a. als Pieter Jelles Troelstra en Max Euwe
- Harkum (televisieserie 2019), als Philip Brom
- Treurteevee (televisieserie 2019), als Man met Wallen
- ANNE+ (televisieserie 2020), als Jos, vader Anne
- Nieuw zeer (televisieserie 2020), als Willem en als Frits
- De Puddingclub (televisieserie 2020), als Hans
- Sinterklaasjournaal (televisieserie 2020), als Henri de Vries
- Flikken Maastricht (televisieserie 2021/22), als Hans Cremer
- Ayor (korte film 2021), als agent
- Swanenburg (televisieserie 2021), als Roger
- Yentl & de Boer De Serie (televisieserie 2021), als Rob Haringman
- ANNE+ (speelfilm 2021) als Jos, de vader van Anne
- Bonnie & Clyde (serie Videoland 2021) als Jan, vader van Greg
- Suni (korte film 2022) als vader
- Flikken Rotterdam (televisieserie 2022) als Max Vilenius
- CAST (televisieserie 2023) als 'regisseur'
- Binary (korte film 2023) als 'horror-chirurg'
- NL-ALERT (korte film 2023) als 'zoon van oude dame'
- Fifteen Love (Engelse televisieserie 2023) als Pepijn Saltzherr
- Bed & Breakfast (speelfilm 2024) als Pauwel
- Kalf (korte film 2024) als Cees
- Jimmy (speelfilm 2024) als Rob
- De Spijkerbroekelite  (korte film 2024) als Simon